# Adrien Étienne Gaudez
Adrien Étienne Gaudez, né à Lyon le 9 février 1845 et mort à Neuilly-sur-Seine le 23 janvier 1902, est un sculpteur français.

## Biographie
Adrien Étienne Gaudez est l'élève de François Jouffroy à l'École des beaux-arts de Paris en 1862.
Sa sœur cadette est la peintre Cécile Delphine Gaudez-Chennevière.
Prisonnier de guerre à Magdebourg durant la guerre franco-prussienne de 1870, on lui doit notamment le monument à la mémoire des prisonniers français de cette ville.

## Œuvres
Canada
- Québec, Musée national des beaux-arts du Québec :
  - Le Faucheur, 1899, bronze[1].
  - Le Forgeron, 1899 (?), bronze[2].

France
- Alès : Monument à Jean-Pierre Claris de Florian, 1896. La statue sommitale et le cartouche en bronze sont envoyés à la fonte sous le régime de Vichy en 1942, dans le cadre de la mobilisation des métaux non ferreux[3].
- Clermont-Ferrand, musée d'art Roger-Quilliot : Actéon, vers 1898, bronze.
- Neuilly-sur-Seine :
  - Hébé, statue ;
  - Monument à Parmentier, 1888, envoyé à la fonte sous le régime de Vichy en 1942, dans le cadre de la mobilisation des métaux non ferreux. La statue est remplacée en 1982 par une réplique à l'identique du sculpteur André Lavaysse, réalisée d’après une réduction en bronze conservée à l’hôtel de ville[4],[5] ; d'abord installée sur le parvis municipal, elle est déplacée en 2023 place Parmentier[6] ;
  - Monument à Jean-Rodolphe Perronet, 1897, la statue est envoyée à la fonte sous le régime de Vichy, dans le cadre de la mobilisation des métaux non ferreux. En 1981, la municipalité la remplace sur un autre site (île de Puteaux) par une statue anonyme en pierre du XVIIIe siècle, d’origine inconnue[7],[5] ; en 2023, elle est déplacée sur le parvis de l'hôtel de ville à la place de la statue de Parmentier[8],[6].
- Paris :
  - lycée Condorcet, cour du collège : L'Enseignement, 1883, groupe en calcaire.
  - musée d'Orsay : Femme ailée au milieu des roseaux, statue en marbre, legs Alfred Chauchard[9].
  - Petit Palais : Lully enfant, 1885, statue en plâtre.
- Remiremont : Monument aux morts de 1870, 1892[10].

localisation inconnue
- Gloire au travail, 1890, bronze.
- J.B Poquelin de Molière, Tapissier, 1890, bronze.
- Le Retour des hirondelles, bronze.
- Le Devoir, bronze.
- Louis Pasteur, buste en bronze.

Œuvres d'Adrien Étienne Gaudez
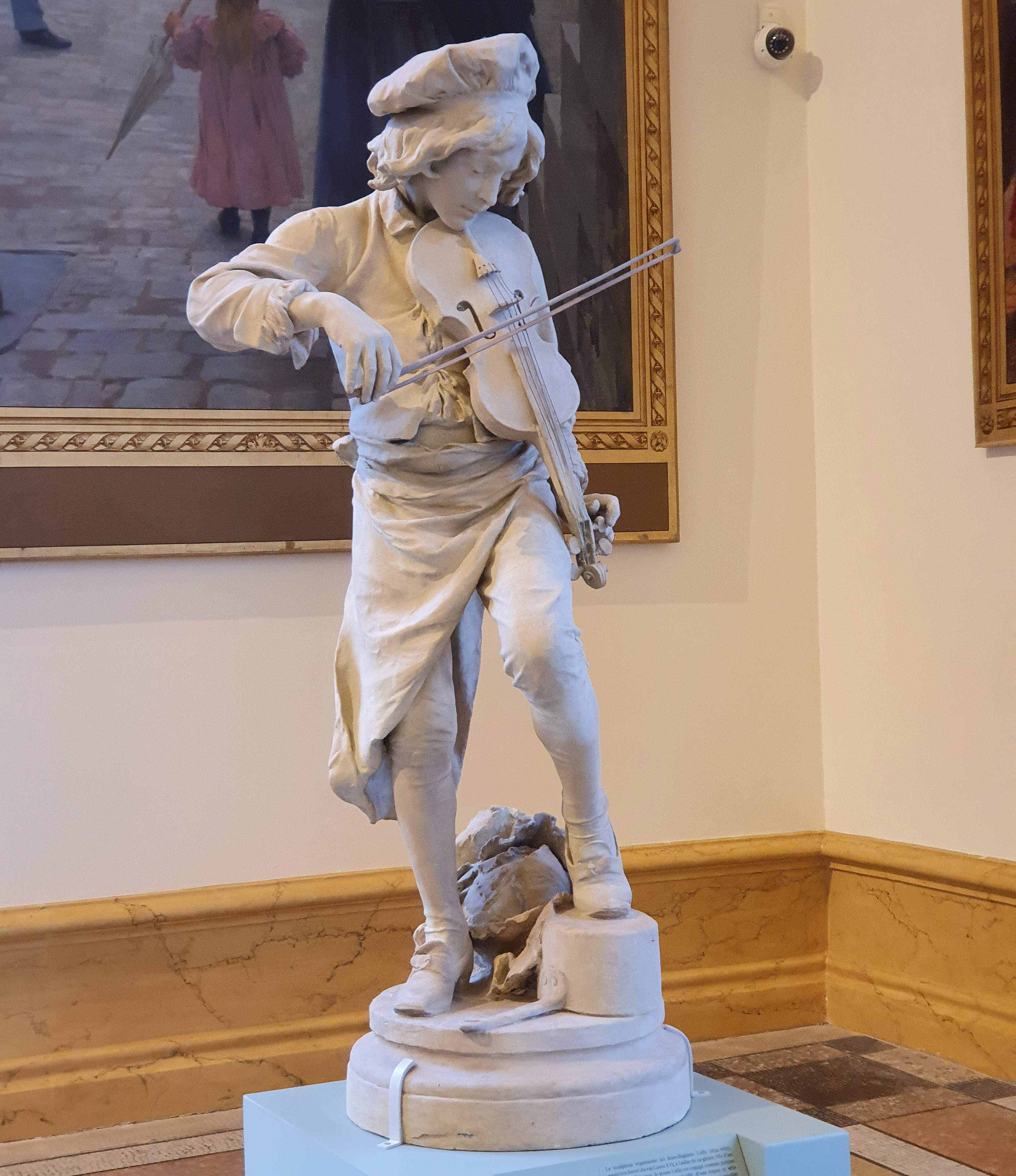
Lully enfant (1885), modèle en plâtre, Paris, Petit Palais.
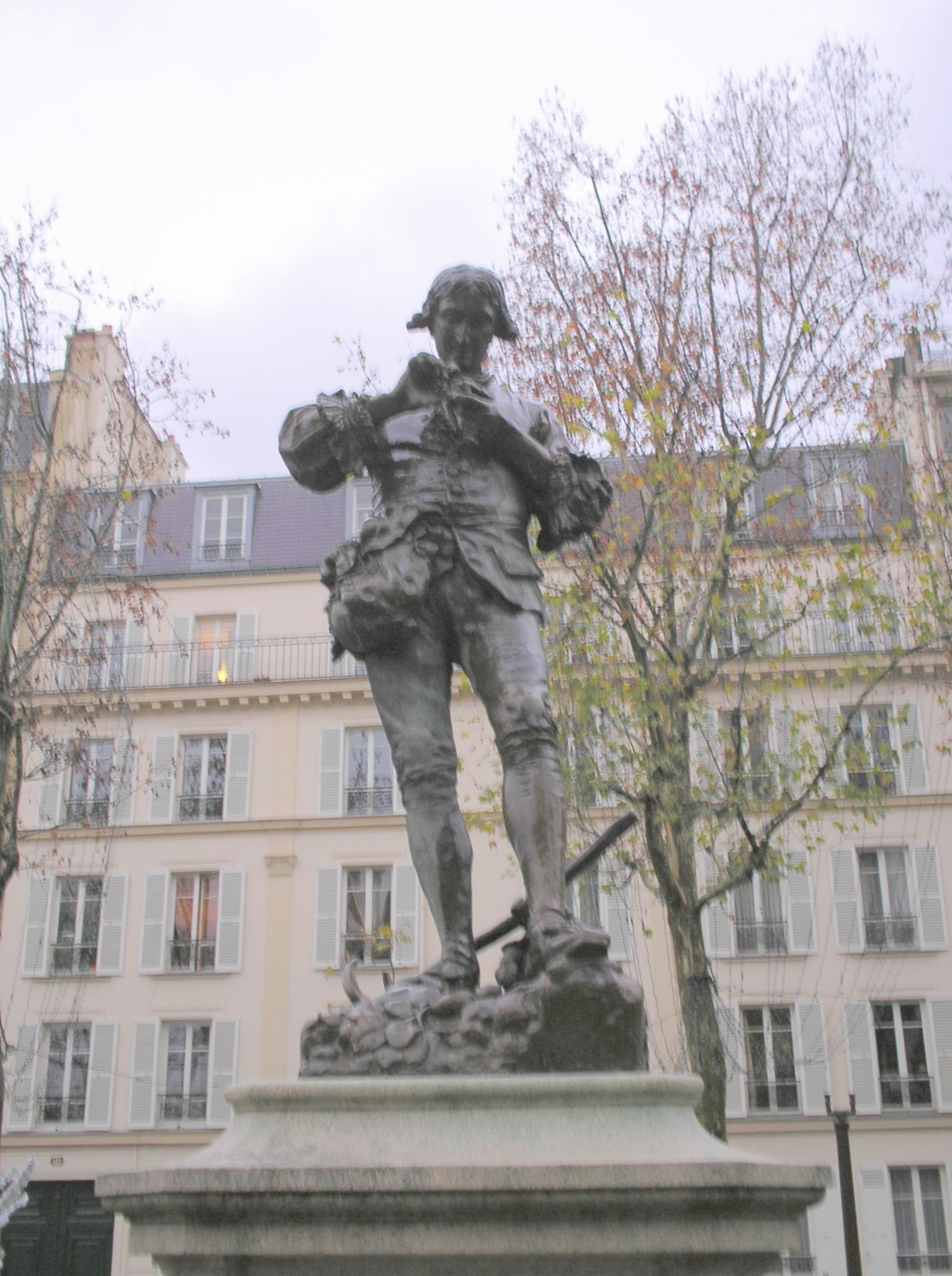
Détail du Monument à Parmentier (bronze de 1982, d'après l'original de 1888), parvis de la mairie de Neuilly-sur-Seine.
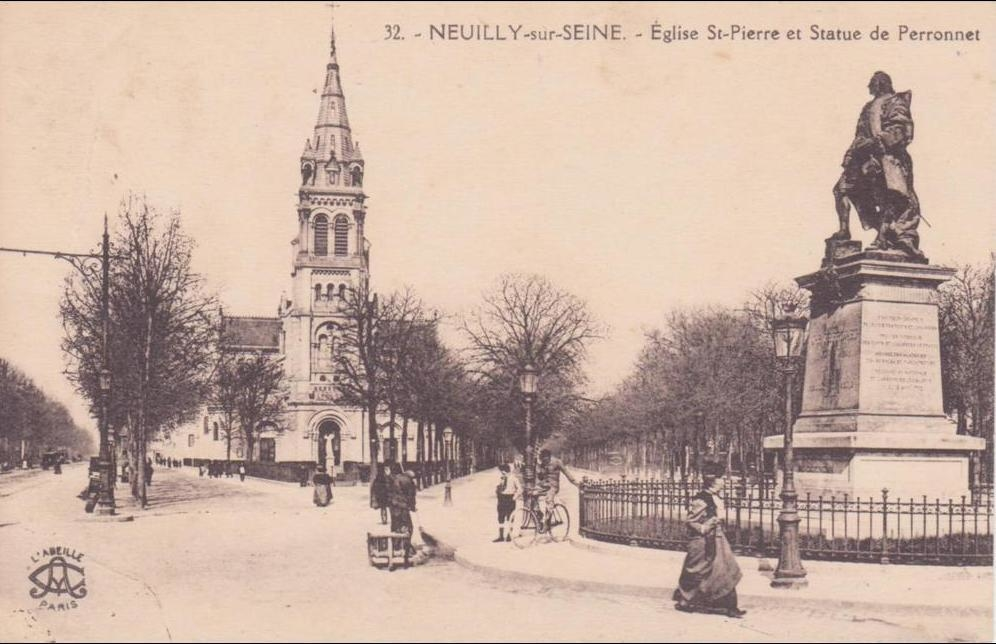
Monument à Jean-Rodolphe Perronet (1897, détruit), Neuilly-sur-Seine.
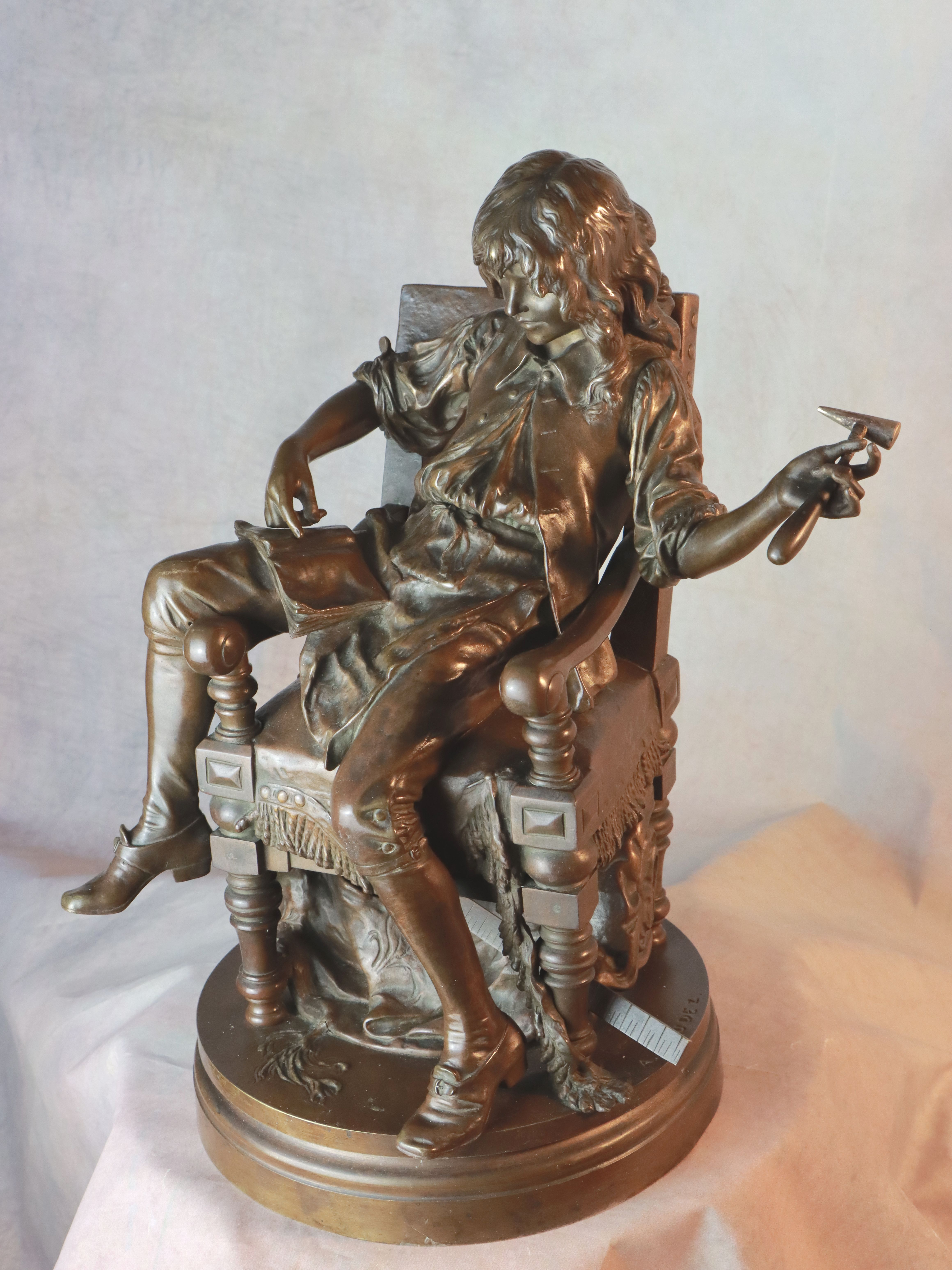
D'après Adrien Étienne Gaudez, J. B. Poquelin de Molière, tapissier, bronze, localisation inconnue.